# Flavio Carera
Flavio Carera (Bergamo, Italia, 18 de enero de 1963)  es un exjugador italiano de baloncesto. Con 2.06 de estatura, jugaba en la posición de pívot. 

## Equipos
- 1982-1983  Alpe Bergamo
- 1983-1992  Libertas Livorno
- 1992-1997 Virtus Bologna
- 1997-1998 Virtus Roma
- 1998-1999 Pallacanestro Reggiana
- 1999-2000 Fabriano Basket
- 2000-2001 Montecatini S.C.
- 2001-2002 Virtus Bologna

## Palmarés clubes
- LEGA: 3

Virtus Bologna: 1993, 1994, 1995
- Copa Italia: 1

Virtus Bologna: 1996
- Supercopa Italiana: 1

Virtus Bologna: 1996